# Passacaglia y fuga en do menor, BWV 582

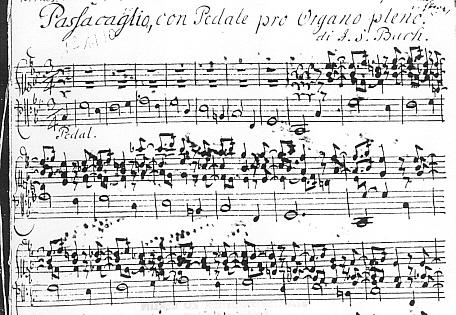
Primera página de una copia manuscrita.

La Passacaglia y fuga en do menor, BWV 582, pasacalles, en español, es una pieza escrita para órgano por el compositor barroco alemán Johann Sebastian Bach. Se estima que esta obra maestra fue compuesta en un momento temprano en la carrera del músico (entre 1706 y 1713) y es uno de sus trabajos organísticos más conocidos. Robert Schumann describe las variaciones de la Passacaglia como: «Mezcladas con tanto ingenio que uno nunca puede dejar de asombrarse». Y el organista angloamericano E. Power Biggs la consideraba «un trabajo de lógica musical persuasivo y razonado». Tuvo una influencia decisiva en los pasacalles artísticos de los siglos XIX y XX.

## Origen del tema
La primera mitad de la Passacaglia es un ostinato que sirve como tema principal de la fuga. Tal vez fue tomado de una corta obra del compositor francés André Raison (1640 - 1719): Christe: Trio en Passacaille, de la Messe du deuxieme ton, del Premier livre d'orgue. Es muy posible que la segunda mitad del ostinato también se encuentre basada en la línea de bajo de la composición de Raison.
No obstante, algunos eruditos discuten la influencia de Raison. Bach trabajó con las características del ostinato del norte de Alemania, sobre todo de Buxtehude: en concreto con los ostinati de dos chaconas (BuxWV 159-160) y del conocido Pasacalle en re menor (BuxWV 161). Hay además una notable influencia de Pachelbel en algunas variaciones y en la estructura general de la obra.

## Análisis

### Passacaglia
La Passacaglia está escrita en 3/4, es el tiempo más típico. El ostinato de Bach está compuesto en ocho compases, es inusual, pero no imposible: un ostinato de la misma longitud se utiliza, por ejemplo, en la Passacaglia de Johann Krieger. La apertura de la pieza consiste en la proyección del ostinato por medio de un largo solo de pedal, dejando de lado el acompañamiento de los manuales, es algo ligeramente extraño, aunque esta idea también se da en otros lugares, e incluso puede haber sido utilizada por Buxtehude. Otras piezas también tiene como introducción un solo de pedal, como el Preludio y fuga en do mayor, BWV 531 o el Preludio y fuga en do menor, BWV 549, entre otros.
Existen 20 variaciones de esta obra por Bach. Numerosos intentos se han hecho para entender la estructura general del trabajo, pero los investigadores todavía no se ponen de acuerdo. Pero en particular, se han realizado intentos importantes por Christoph Wolff y Vogelsänder Siegfried. Algunos estudios han especulado que hay un componente simbólico de la estructura de la obra, por ejemplo, Martin sostiene que BWV 582/1: "está bajo la forma de una cruz".
La organista Marie-Claire Alain, experta en el trabajo de Bach, ha dicho que las 21 variaciones se dividen en 7 grupos de 3 variaciones similares, cada abertura con una cita de un coral luterano, tratados de manera similar a los del Orgelbüchlein, escritos en un tiempo similar:
- Compases de 8-12, las primeras notas de "Nun Komm 'der Heiden Heiland".
- Compases de 24-48, "Von Gott nicht lassen se ICH".
- Compases de 49-72, las escalas son una referencia a "Vom Himmel der Engel kam Schar".
- Compases de 72-96, recordando la "estrella" motivo de "Herr Christ, der Ein'ge Gottes-Sohn".
- Compases de 96 a 120, cifra similar a la ornamentada en "Christ lag in Todesbanden" acompaña en el tema de la soprano luego de pasar sucesivamente a alto y bajo.
- Compases de 144-168, los intervalos ascendentes en el bajo recuerdan al coral "Erstanden ist der heil'ge Cristo".

### Fuga
Al comienzo de la fuga la Passacaglia sigue. La primera mitad del ostinato de la Passacaglia se emplea como el primer sujeto, mientras que una versión de la segunda mitad se usa como segundo sujeto. Ambos se escuchan simultáneamente en el comienzo de la fuga. Un contrasujeto entra inmediatamente después y se utiliza en toda la pieza. Cuando los tres sujetos aparecen al mismo tiempo, nunca lo hacen en la misma combinación de voces en dos ocasiones. Por lo tanto, esta es una permutación de fuga, posiblemente inspirado en obras de Johann Adam Reincken.

## Transcripciones
La pieza ha sido transcrita para orquesta por Leopold Stokowski, Ottorino Respighi, René Leibowitz, Eugene Ormandy, Andrew Davis y Tomasz Golka, y para piano por numerosos compositores y pianistas como Eugen d'Albert, Georgy Catoire, Max Reger (en una versión para dos pianos), Fazil Say, Krystian Zimerman y Awadagin Pratt. Hay muchas otras versiones.
Sobre la música de la obra, orquestada por Respighi, el coreógrafo Roland Petit, en 1946, creó el ballet Le jeune homme et la mort con libreto de Jean Cocteau y escenografía de Georges Wakhévitch.